# Максимовщина (Сумская область)
Максимовщина (укр. Максимівщина) — село,
Горобовский сельский совет,
Белопольский район,
Сумская область,
Украина.
Код КОАТУУ — 5920682605. Население по переписи 2001 года составляло 75 человек .

## Географическое положение
Село Максимовщина находится на левом берегу реки Крыга,
выше по течению на расстоянии в 3 км расположено село Речки,
ниже по течению на расстоянии в 2 км расположено село Марьяновка.
В 2-х км проходит автомобильная дорога Т-1908.